# São Julião (kommun)
São Julião är en kommun i Brasilien.   Den ligger i delstaten Piauí, i den östra delen av landet, 1 200 km nordost om huvudstaden Brasília. Antalet invånare är 5 677.
Omgivningarna runt São Julião är huvudsakligen savann. Runt São Julião är det glesbefolkat, med 15 invånare per kvadratkilometer.